# Iron Monkey
Iron Monkey (с англ. — «Железная обезьяна») — английская сладж-метал-группа, образованная в Ноттингеме в 1994 году. Первоначальным составом были Джастин Гривз (ударные, экс-Bradworthy), Джонни Морроу (вокал), Джим Рашби (гитара, экс-Ironside, Wartorn), Стив Уотсон (гитара, экс-Cerebral Fix) и Дуг Далзил (бас-гитара, экс-Ironside). На звучание группы, в частности, повлияли такие группы, как Grief, Black Sabbath и Eyehategod.

## История
В 1996 году Iron Monkey записали альбом из шести песен, выпущенный небольшим лейблом Union Mill. Он был переиздан в 1997 году, когда группа подписала контракт с ноттингемским лейблом Earache Records. Однако до заключения контракта гитарист Уотсон был уволен и заменен Дином Берри. Второй альбом группы, Our Problem, получил высокую оценку. В июле 1999 года группа выпустила сплит CD/10" с японской дум-метал группой Church of Misery, выпущенный лейблом Man’s Ruin Records. В том же году группа выступила на фестивале Dynamo в Нидерландах, и вскоре после этого Джим Рашби покинул группу, а его место занял бывший гитарист Acrimony Стю О'Хара. Из-за ряда личных и профессиональных проблем группа распалась в сентябре 1999 года.

### После распада
Джастин, Джим и Джонни сформировали недолго просуществовавшую группу Armour of God, а Дин, Дуг и Стю сформировали Dukes of Nothing. Стив играл в Cerebral Fix, Drown, Helvis и Ravens Creed. Затем Джонни сформировал My War and Murder One, прежде чем умереть от сердечного приступа летом 2002 года. С тех пор Джастин играл в Borknagar, Silver Ginger Five, Hard To Swallow, Teeth of Lions Rule the Divine, Electric Wizard, а сейчас играет в Crippled Black Phoenix. Дин играл в The Dukes of Nothing и Capricorns, а Стю продолжил играть в Black Eye Riot. Сейчас он играет с участниками Acrimony в  стоунер-рок-группе Sigiriya. Джим играл в Hard to Swallow, Armour of God, Phantom Limb Management и Geriatric Unit.

### Воссоединение
Группа Iron Monkey воссоединилась в январе 2017 года в составе трио, в состав которого вошли Уотсон (бас-гитара), Рашби (вокал и гитара), а также новый участник Скотт Бриггс. Группа написала и записала альбом 9-13, который вышел на лейбле Relapse Records в октябре 2017 года. В январе 2018 года Скотта Бриггса на барабанах сменил Стивен Меллор (Ze Big) из группы Widows. 5 апреля 2024 года группа выпустила свой четвёртый студийный альбом и первый за семь лет, Spleen & Goad.

## Дискография
Студийные альбомы
- Iron Monkey (Union Mill, 1996)
- Our Problem (Earache, 1998)
- 9-13 (Relapse, 2017)
- Spleen and Goad (Relapse, 2024)

Прочее
- We've Learned Nothing (Man's Ruin, 1999, split CD with Church of Misery and 10")
- Ruined by Idiots (Maniac Beast, 2003 compilation release)